# Сандуго

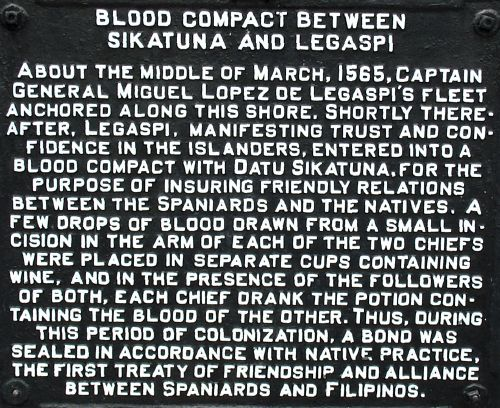
Опис Сандуго на пам'ятній табличці

Сандуго (Sandugo) — ритуальний кровний договір, укладений між іспанським конкістадором Мігелем Легаспі і дату Сікатуною, вождем філіппінського острова Бохол, 16 березня 1565 року.
Учасники ритуалу випили вино, в яке була додана кров укладачів договору Легаспі і Сікатуни.
Сандуго розглядається як укладення кровного братерства між іспанцями і філіппінцями.

## Фестиваль
Щорічно в липні на острові Бохол в пам'ять Сандуго проводиться однойменний фестиваль з ходою і танцями.

## Сандугей в культурі
- В Тагбіларані на місці проведення Сандуго встановлено пам'ятник договору.
- Сандуго символічно зображений на печатці і прапорі провінції Бохол.